# Thangka

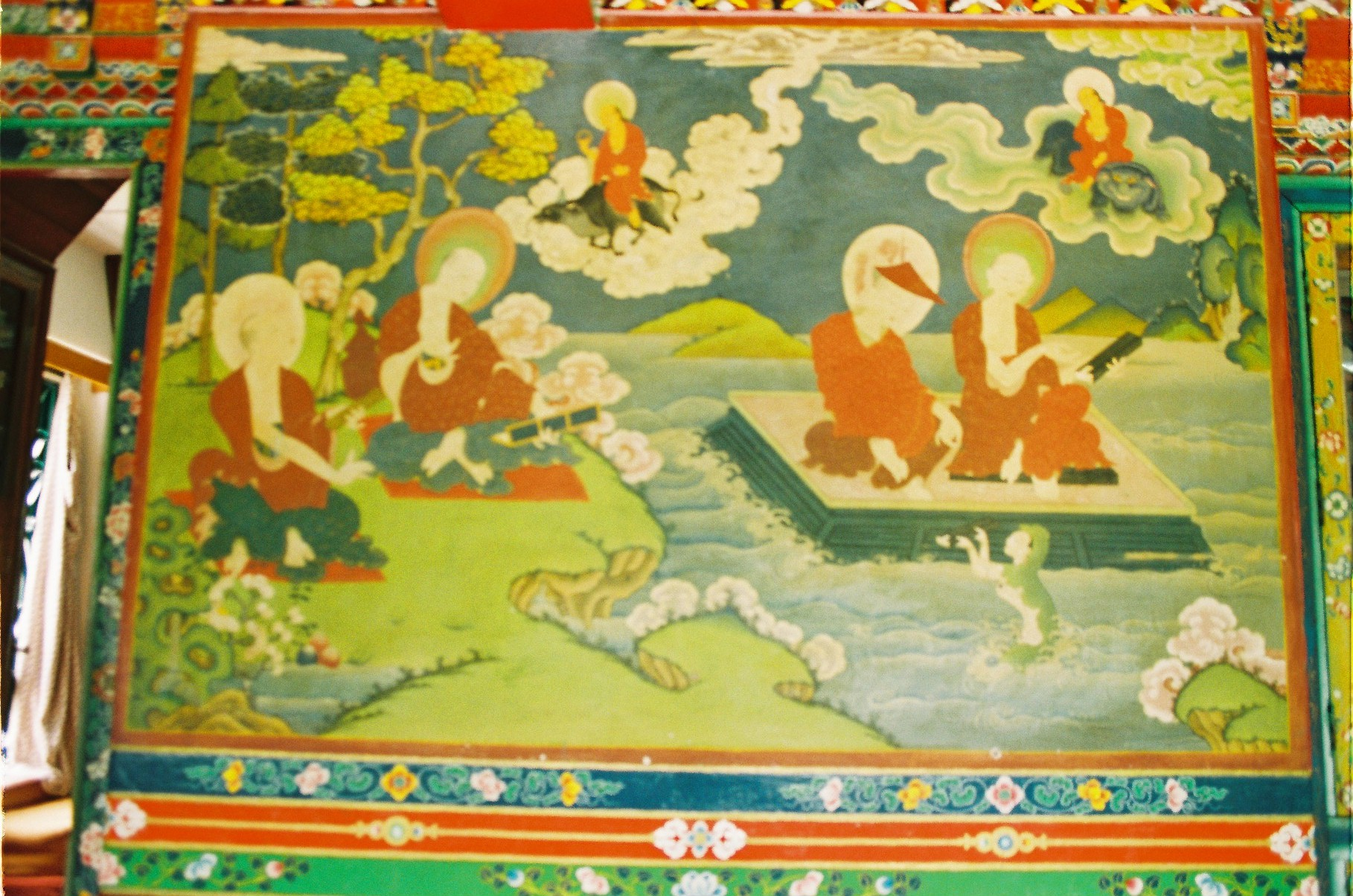
Thangka-Gemälde im Namgyal Institute of Tibetology, Sikkim

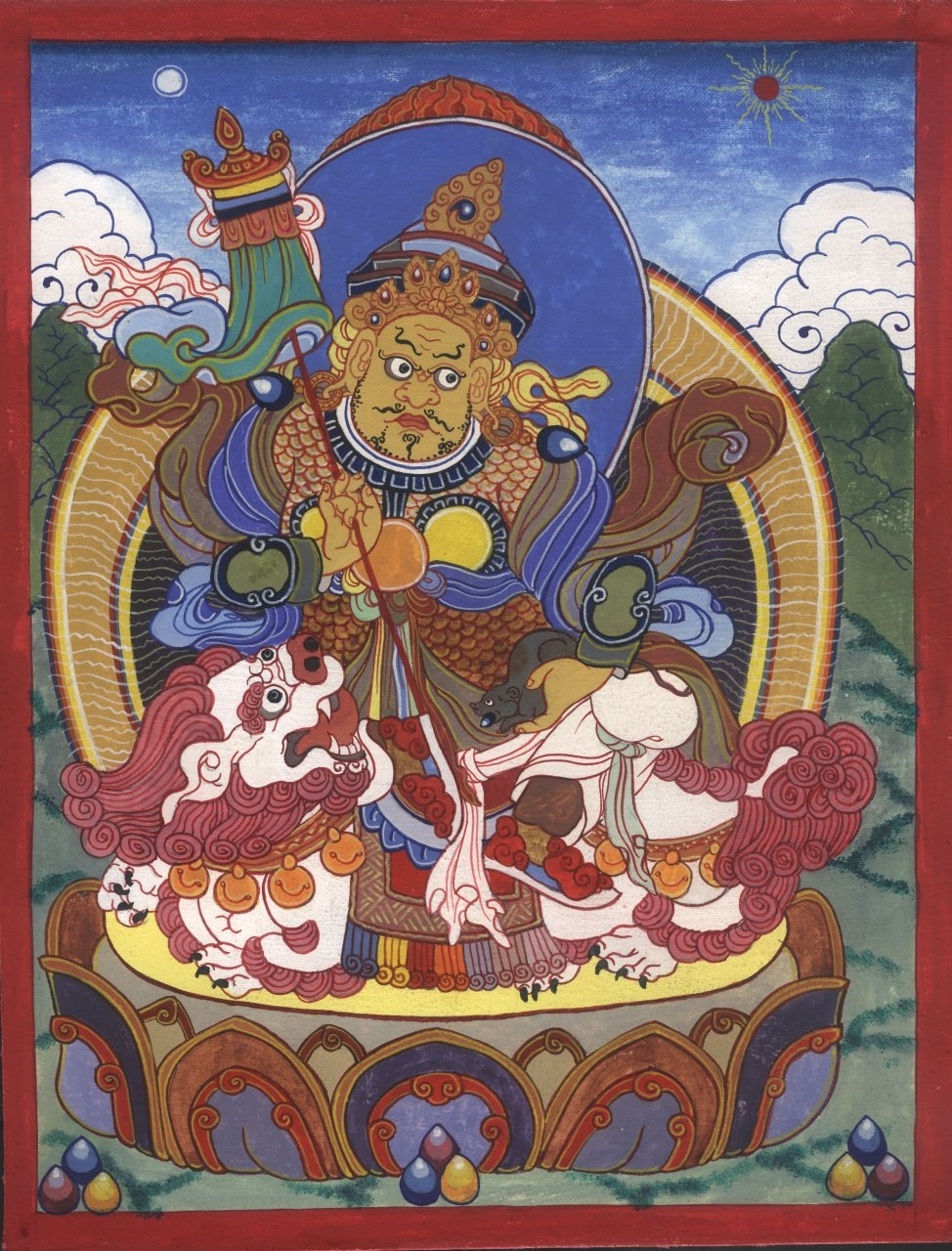
Kubera, Malerei Tempera auf Baumwolle, 27×20 cm, Ulaanbaatar 2002, Otgonbayar Ershuu

Ein Thangka (tib.: thang ka, thang ga) ist ein Rollbild des tantrischen Buddhismus. Es wird zur Meditation in Tempeln oder Hausaltären aufgehängt sowie bei Prozessionen mitgeführt. Dargestellt werden Buddhas, Bodhisattvas, Schutzgottheiten, die 16 (oder 18) Arhats und verschiedene Lamas, Asketen und Pandits in Szenen ihres Lebens in verschiedenen Inkarnationen, oder Symbole wie das Mandala. Häufige weitere Sujets sind Padmasambhava, der halbmythische Begründer des Buddhismus in Tibet, das Lebensrad oder halbschematisierte Schul- und Traditionslinien (z. B. in Baumform).

## Beschreibung
Thangkas werden nach genau definierten ikonografischen Vorschriften (in Bezug auf Körperformen, Kleidung und Haltung der Dargestellten) erstellt. Sie sind meist auf Leinen gemalt, seltener auf Seide (ganz selten auf Leder) und vor allem in Tibet verbreitet, teilweise in Nepal sowie in Indien, insbesondere in den Grenzgebieten zu Tibet. Früher waren sie auch außerhalb Tibets in China verbreitet.
Mit Wasserfarben auf Leinwand gemalte Thangkas heißen auf Tibetisch bris-thang; in Seide gewebte oder gestickte heißen gos-thang.
Abhängig vom verwendeten Material sowie den Maltechniken unterscheidet man verschiedene Typen:
- Nagthang mit goldfarbenen Linien auf schwarzem Hintergrund.
- Serthang mit goldfarbenen Linien auf rotem Hintergrund oder roten Linien auf blauem Hintergrund.
- Thangka der Linie repräsentieren eine Linie resp. Maltechnik, die von den Meistern an die jeweils Besten ihrer Schüler weitergegeben wird.

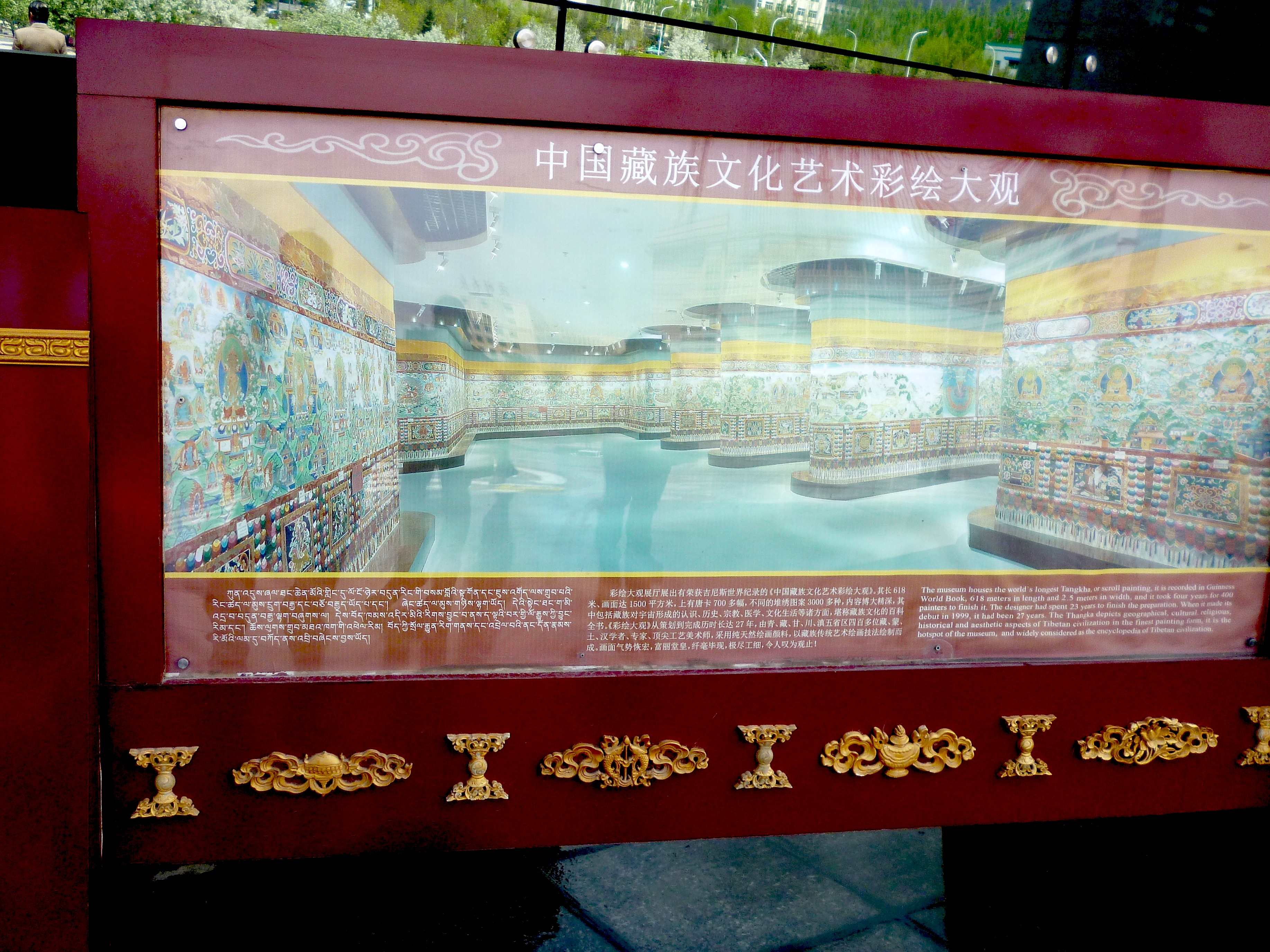
Längste Thangka im Qinghai Tibetan Cultural Museum in Xining

Die größte Thangka wird im Qinghai Tibetan Cultural Museum in Xining ausgestellt. Sie misst 618 Meter in der Länge und 2,5 Meter in der Höhe. Vierhundert Maler arbeiteten vier Jahre lang, um das Rollgemälde zu vervollständigen. 23 Jahre haben alleine die Vorbereitungen und Vorskizzen gedauert. Inhaltlich wiedergegeben werden alle Arten des kulturellen und religiösen Lebens der Tibeter. Außerdem werden geschichtliche Ereignisse, alle Lamas, medizinische Themen und die Kosmologie dargestellt. Die Thangka windet sich durch etliche Räume des Museums und darf nicht fotografiert werden.

### Allgemein
- Giuseppe Tucci: Tibetan Painted Scrolls. 3 Bände. Rom 1949
- Detlef Ingo Lauf: Das Erbe Tibets. Wesen und Deutung der buddhistischen Kunst von Tibet. Bern, München 1972, ISBN 3-405-11036-X, 2. Aufl. Berlin 1975, ISBN 978-3-405-11036-9
- Helmut Uhlig: Das Bild des Buddha. Berlin 1979, ISBN 3-7934-1617-8
- Helmut Uhlig: Tantrische Kunst des Buddhismus. Berlin 1981, ISBN 3-7934-1609-7
- Gerd-Wolfgang Essen, Tsering Tashi Thingo: Padmasambhava. Leben und Wundertaten des großen tantrischen Meisters aus Kaschmir im Spiegel der tibetischen Bildkunst. Köln 1991, ISBN 3-7701-2734-X (beschreibt die komplexe Ikonographie des mythischen Gründers des Buddhismus in Tibet und ihre Hintergründe)
- Per Kværne: The Bon Religion of Tibet: The Iconography of a Living Tradition. Serindia, London 1995. ISBN 0-906026-35-0
- David P. Jackson: A History of Tibetan Painting: The Great Tibetan Painters and Their Traditions. (Beiträge zur Kultur- und Geistesgeschichte Asiens). Wien 1996, ISBN 978-3-7001-2224-1 (das Standardwerk zur Malereigeschichte)
- John Avedon: The Buddha's Art of Healing: Tibetan Paintings Rediscovered. Rizzoli 1998, ISBN 978-0-8478-2089-4
- Martin Willson, Martin Brauen: Deities of Tibetan Buddhism: The Zurich Paintings of the Icons Worthwhile to See. Wisdom Pubn. 2000, ISBN 978-0-86171-098-0
- Robert N. Linrothe: Paradise and Plumage: Chinese Connections in Tibetan Arhat Painting. Serindia Publications 2004, ISBN 978-1-932476-07-1
- David P. und Janice Jackson: Tibetan Thangka Painting: Methods and Materials. Serindia Publications 2006, ISBN 978-1-932476-29-3
- Laila Williamson, Serinity Young (Hrsg.): Body & Spirit: Tibetan Medical Paintings. University of Washington Press 2009, ISBN 978-0-295-98869-6
- David P. Jackson: Patron and Painter: Situ Panchen and the Revival of the Encampment Style. Rubin Museum of Art 2009, ISBN 978-0-9772131-4-6
- David P. Jackson: The Nepalese Legacy in Tibetan Painting. Rubin Museum of Art 2010, ISBN 978-0-9772131-8-4
- Amy Heller: Hidden Treasures of the Himalayas (Tibetan Manuscripts Paintings). Kodansha Europe Ltd. 2010, ISBN 978-1-932476-44-6
- Marisa Laurenzi Tabasso, Massimiliano A. Polichetti, Claudio Seccaroni (Hrsg.): Visibilia Invisibilium: Non-invasive analyses on Tibetan paintings from the Tucci expeditions. Wien 2010, ISBN 978-3-205-78694-8

### Zu Ikonographie und Symbolik
- Detlef Ingo Lauf: Verborgene Botschaft tibetischer Thangkas. Freiburg 1976, ISBN 3-591-08025-X (2. Aufl.: Secret revelation of Tibetan thangkas: picture meditation and interpretation of Lamaist cult paintings. Braunschweig 1991, ISBN 3-591-08025-X, deutsch, englisch)
- Detlef Ingo Lauf: Eine Ikonographie des tibetischen Buddhismus. Graz 1979, ISBN 3-201-01092-8 (Standardwerk)
- Alexandra Lavizzari-Raeuber: Thangkas, Rollbilder aus dem Himalaya. Kunst und mystische Bedeutung. Köln 1984, ISBN 3-7701-1408-6 (guter Überblick über Ikonographie und Symbolik)
- Martin Brauen: Das Mandala. Der heilige Kreis im tantrischen Buddhismus. Köln 1992. ISBN 3-7701-2509-6
- Roland Steffan, Doboom Tulku, Glenn H. Mullin: Mitleid und Wiedergeburt in der tibetischen Kunst: Thangkas aus dem Tibet House Museum in New Delhi. Historisches und Völkerkundemuseum St. Gallen 1995, ISBN 3-9520595-1-X
- Steven Kossak, Jane Casey Singer, Robert Bruce-Gardner: Sacred Visions: Early Paintings from Central Tibet. New York 1998, ISBN 978-0-87099-861-4 (sehr kompetenter Ausstellungskatalog des Metropolitan Museum of Art mit Thangkas aus dem 11. bis 15. Jh.)
- Anjan Chakraverty: Sacred Buddhist Painting. Roli Books Pvt Ltd. 1998, ISBN 978-81-7436-042-7 (kurz, sehr populär)
- Ben Meulenbeld: Buddhist Symbolism in Tibetan Thangkas. Binkey Kok, Havelte 2001; ISBN 90-74597-44-0
- Hugo E. Kreijer: Tibetan Paintings. The Jucker Collection. 2001, ISBN 978-1-57062-865-8
- Ben Meulenbeld: Buddhist Symbolism in Tibetan Thangkas: The Story of Siddhartha and Other Buddhas Interpreted in Modern Nepalese Painting. Red Wheel 2001, ISBN 978-90-74597-44-9
- Thomas Schmuck: Thangkas. Meditationsbilder aus Tibet. Thangkas aus der Sammlung Infeld mit einer Beschreibung von 64 Rollbildern. Mauerbach 2002, ISBN 3-85134-026-4 (deutsch, englisch) (ikonographische Beschreibung einer überwiegend osttibetischen Sammlung)
- Angelika Binczik, Roland Fischer: Verborgene Schätze aus Ladakh / Hidden treasures from Ladakh. München 2002, ISBN 3-933529-04-2 (deutsch, englisch)
- Robert Beer: Die Symbole des tibetischen Buddhismus. Kreuzlingen, München 2003, ISBN 3-7205-2477-9 (englische Ausgabe: The handbook of Tibetan buddhist symbols)
- Otgonbayar Ershuu: The Gods Printed in Hiimori Printing Co., Ltd. Ulaanbaatar 2004, ISBN 99929-74-07-9
- Jürgen C Aschoff: Colour Symbolism in Tibetan Thangka and Mural Painting /Farbsymbolik in der tibetischen Thangka- und Wandmalerei. Fabri 2007, ISBN 978-3-931997-30-4